# Esquay-sur-Seulles
Pour les articles homonymes, voir Esquay et Seulles (homonymie).
Esquay-sur-Seulles [ekɛ syʁ sœl]  est une commune française, située dans le département du Calvados en région Normandie.

## Géographie

### Localisation
La commune se situe dans le Bessin, à six kilomètres de Bayeux et de Creully, dans la vallée de la Seulles.
Elle se trouve dans l'aire d'attraction de Caen ainsi que dans sa zone d'emploi, et dans le bassin de vie de Bayeux.

### Communes limitrophes
Les communes limitrophes sont  Creully sur Seulles, Moulins-en-Bessin, Saint-Martin-des-Entrées, Saint-Vigor-le-Grand, Vaux-sur-Seulles et Vienne-en-Bessin.

### Géologie et relief
La superficie de la commune est de 2,90 km2 ; son altitude varie de 19  à   80 mètres.

### Hydrographie
La commune est située dans le bassin Seine-Normandie. Elle est drainée par la Seulles et divers autres petits cours d'eau,.
La Seulles, d'une longueur de 72 km, prend sa source dans la commune de Dialan sur Chaîne et se jette  dans la baie de Seine à Courseulles-sur-Mer, après avoir traversé 31 communes. 

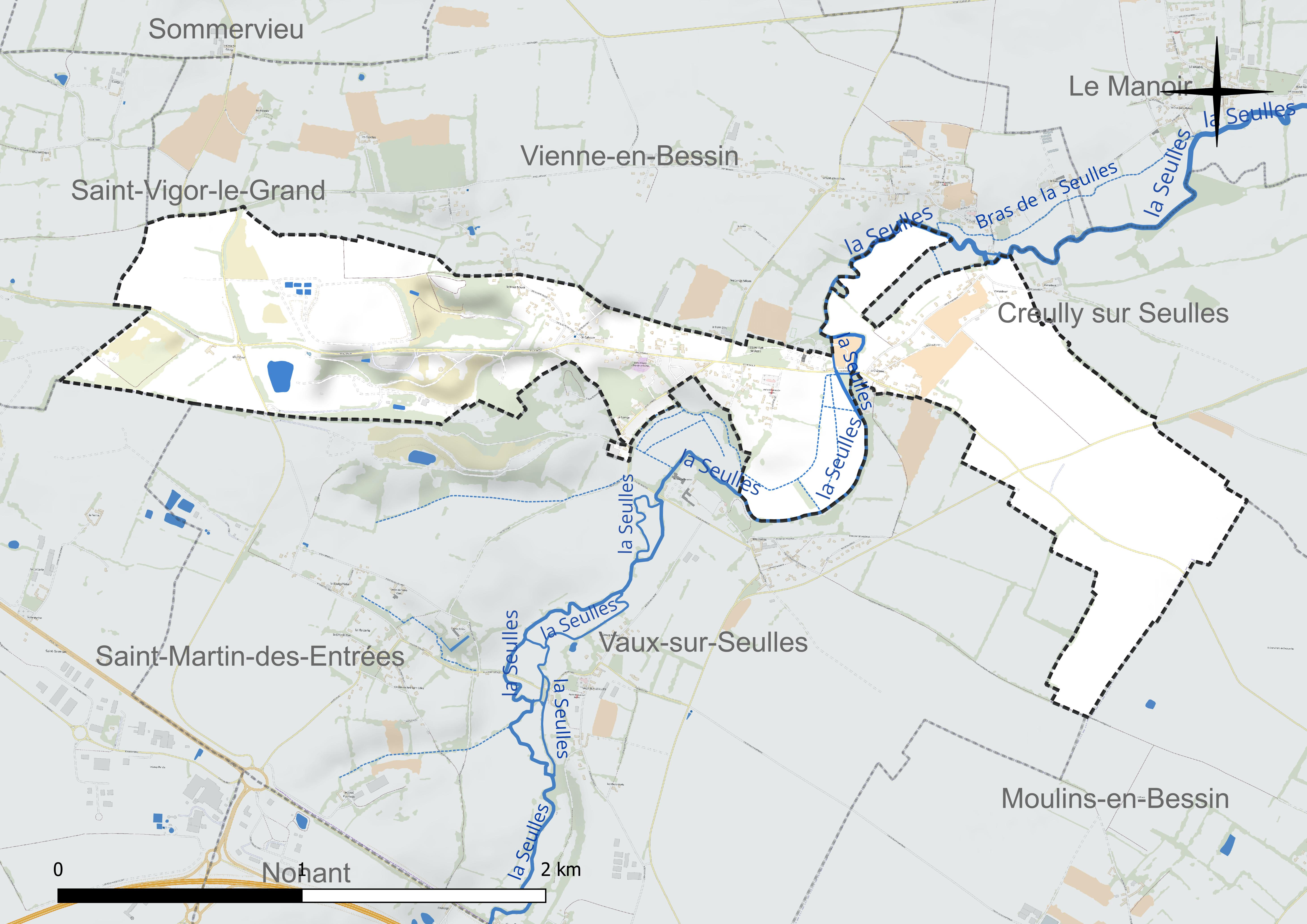
Réseau hydrographique d'Esquay-sur-Seulles.

### Climat
Pour des articles plus généraux, voir Climat de la Normandie et Climat du Calvados.
En 2010, le climat de la commune est de type climat océanique altéré, selon une étude du CNRS s'appuyant sur une série de données couvrant la période 1971-2000. En 2020, Météo-France publie une typologie des climats de la France métropolitaine dans laquelle la commune est exposée à un climat océanique et est dans la région climatique Normandie (Cotentin, Orne), caractérisée par une pluviométrie relativement élevée (850 mm/a) et un été frais (15,5 °C) et venté. Parallèlement le GIEC normand, un groupe régional d'experts sur le climat, différencie quant à lui, dans une étude de 2020, trois grands types de climats pour la région Normandie, nuancés à une échelle plus fine par les facteurs géographiques locaux. La commune est, selon ce zonage, exposée à un « climat des plateaux abrités », correspondant à la plaine agricole de Caen à Falaise, sous le vent des collines de Normandie et proche de la mer, se caractérisant par une pluviométrie et des contraintes thermiques modérées.
Pour la période 1971-2000, la température annuelle moyenne est de 10,9 °C, avec une amplitude thermique annuelle de 11,6 °C. Le cumul annuel moyen de précipitations est de 723 mm, avec 12,2 jours de précipitations en janvier et 7,6 jours en juillet. Pour la période 1991-2020, la température moyenne annuelle observée sur la station météorologique la plus proche, située sur la commune de Bernières-sur-Mer à 16 km à vol d'oiseau, est de 11,7 °C et le cumul annuel moyen de précipitations est de 695,0 mm,. Pour l'avenir, les paramètres climatiques de la commune estimés pour 2050 selon différents scénarios d'émission de gaz à effet de serre sont consultables sur un site dédié publié par Météo-France en novembre 2022.

## Urbanisme

### Typologie
Au 1er janvier 2024, Esquay-sur-Seulles est catégorisée commune rurale à habitat dispersé, selon la nouvelle grille communale de densité à 7 niveaux définie par l'Insee en 2022.
Elle est située hors unité urbaine. Par ailleurs la commune fait partie de l'aire d'attraction de Caen, dont elle est une commune de la couronne,. Cette aire, qui regroupe 296 communes, est catégorisée dans les aires de 200 000 à moins de 700 000 habitants,.

### Occupation des sols

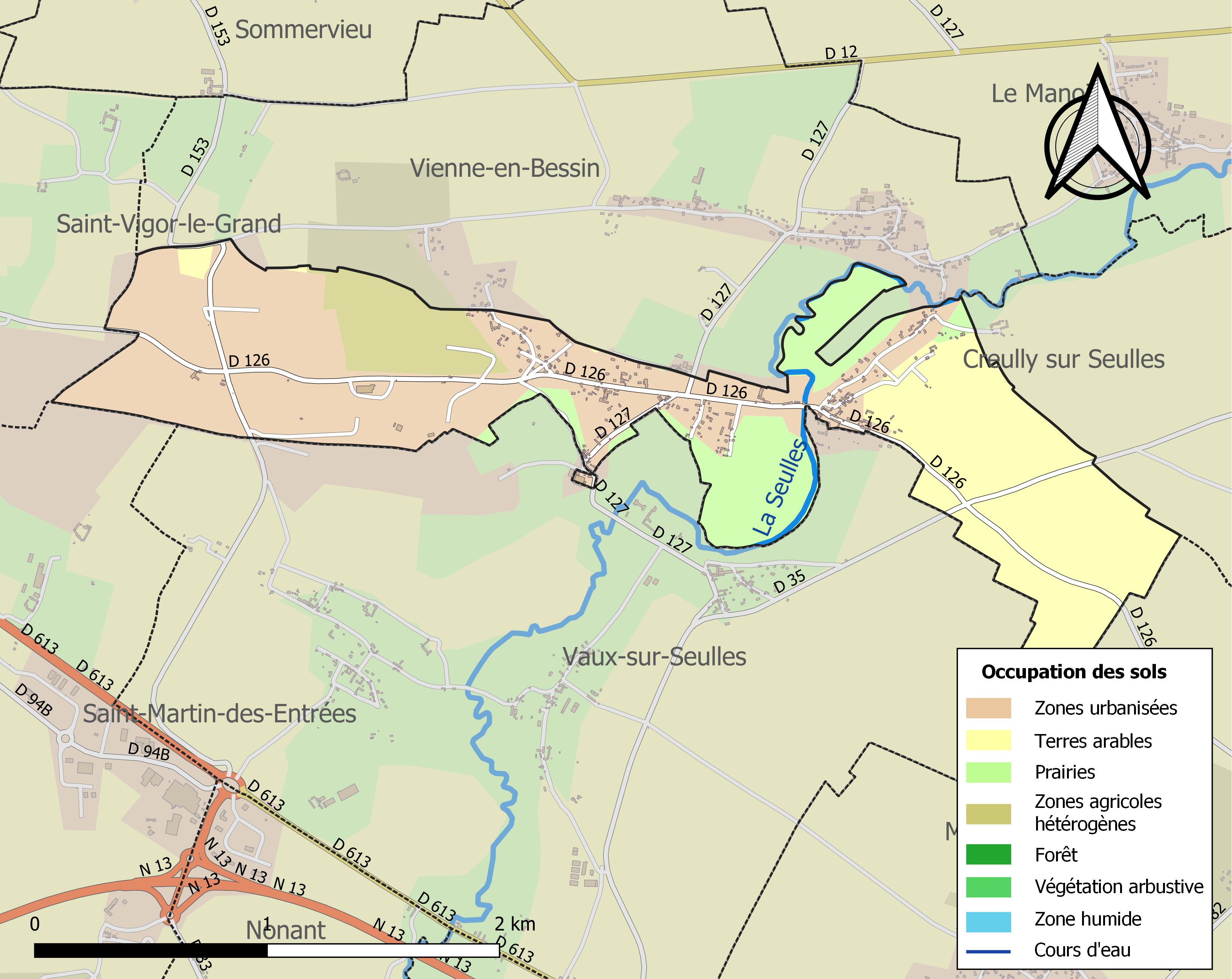
Carte des infrastructures et de l'occupation des sols de la commune en 2018 (CLC).

L'occupation des sols de la commune, telle qu'elle ressort de la base de données européenne d'occupation biophysique des sols Corine Land Cover (CLC), est marquée par l'importance des territoires agricoles (54,8 % en 2018), en diminution par rapport à 1990 (70,9 %).
La répartition détaillée en 2018 est la suivante : terres arables (34 %), mines, décharges et chantiers (29,7 %), zones urbanisées (15,5 %), prairies (13,9 %), zones agricoles hétérogènes (6,9 %).
L'évolution de l'occupation des sols de la commune et de ses infrastructures peut être observée sur les différentes représentations cartographiques du territoire : la carte de Cassini (XVIIIe siècle), la carte d'état-major (1820-1866) et les cartes ou photos aériennes de l'IGN pour la période actuelle (1950 à aujourd'hui).

### Morphologie urbaine
Esquay-sur-Seulles est un village existant au moins dès le XIIIe siècle, compte-tenu de l'architecture de l'église et de sa mention en 1290. Son bâti s'étend le long d'un chemin de Bayeux à Caen et de son embranchement rejoignant l'ancien chemin de Bayeux à Caen (chemin de Brécy).
Le village divisé en deux parties par la Seulles.

### Lieux-dits, hameaux et écarts
La commune comporte quatre hameaux : Varembert sur le chemin vers Caen, la France, Mont-désert et Villeneuve. Le Mont-désert tend à être intégré au village par le développement de l'urbanisation aux XVIIIIe et XIXe siècles.

### Habitat et logement
En 2021, le nombre total de logements dans la commune était de 143, alors qu'il était de 147 en 2016 et de 150 en 2011.
Parmi ces logements, 90 % étaient des résidences principales, 4,5 % des résidences secondaires et 5,4 % des logements vacants. Ces logements étaient pour 98,6 % d'entre eux des maisons individuelles et pour 1,4 % des appartements.
Le tableau ci-dessous présente la typologie des logements à Esquay-sur-Seulles en 2021 en comparaison avec celle du Calvados et de la France entière. Une caractéristique marquante du parc de logements est ainsi la faible proportion des résidences secondaires et logements occasionnels (4,5 %) par rapport au département (17,8 %) et à la France entière (9,7 %).
| Typologie                                               | Esquay-sur-Seulles | Calvados | France entière |
| ------------------------------------------------------- | ------------------ | -------- | -------------- |
| Résidences principales (en %)                           | 90                 | 75,5     | 82,2           |
| Résidences secondaires et logements occasionnels (en %) | 4,5                | 17,8     | 9,7            |
| Logements vacants (en %)                                | 5,4                | 6,6      | 8,1            |

### Énergie
Dans le cadre de la mise en œuvre du Plan climat-air-énergie territorial (PCAET) de la Communauté de communes de Bayeux Intercom, le groupe TotalEnergies renouvelables France a créé en 2024 un parc photovoltaïque sur le site de l'ancienne installation de stockage de déchets non dangereux de la société Sacab. Cette installation devrait produire 6,56 GWh/an, soit la consommation de 2 900 foyers pendant 30 ans.

## Toponymie
Le nom de la localité est attesté sous la forme Escaieum en 1218.
Esquay-sur-Seulles et Esquay-Notre-Dame font référence au frêne (ask en germanique).
La Seulles est un fleuve côtier qui se jette dans la Manche à Courseulles-sur-Mer.

## Histoire
Au XIXe siècle sont créées des carrières de sable dit de Bayeux dans la moitié ouest de la commune.

## Politique et administration

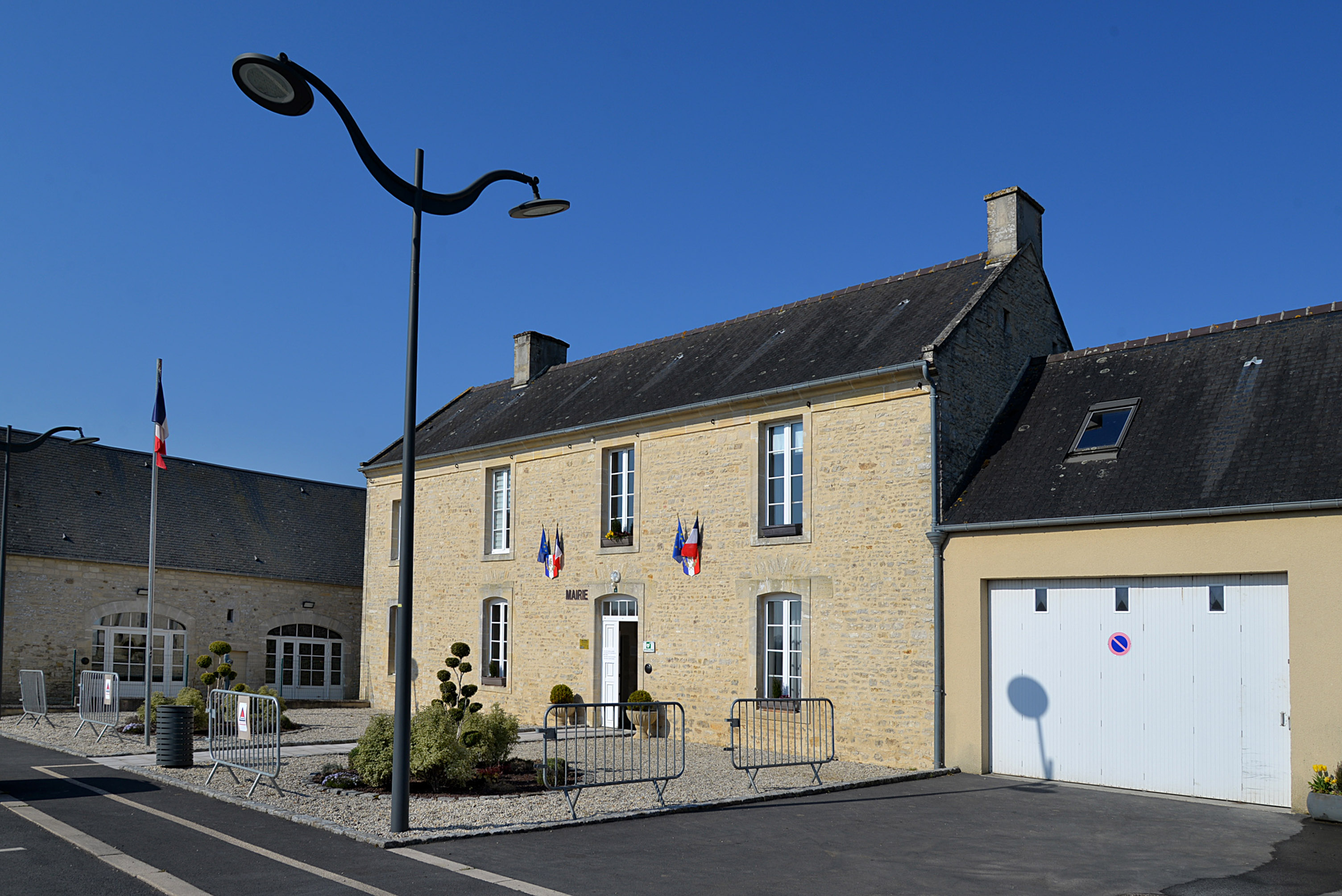
La mairie.

### Rattachements administratifs et électoraux

#### Rattachements administratifs
La commune se trouve dans l'arrondissement de Bayeux du département du Calvados.
Elle faisait partie depuis 18012 du canton de Ryes. Dans le cadre du redécoupage cantonal de 2014 en France, cette circonscription administrative territoriale a disparu, et le canton n'est plus qu'une circonscription électorale.

#### Rattachements électoraux
Pour les élections départementales, la commune fait partie depuis 2014 du canton de Bayeux.
Pour l'élection des députés, elle fait partie de la cinquième circonscription du Calvados.

### Intercommunalité
Esquay-sur-Seulles est membre de la communauté de communes de Bayeux Intercom, un établissement public de coopération intercommunale (EPCI) à fiscalité propre créé en 1993 et auquel la commune a transféré un certain nombre de ses compétences, dans les conditions déterminées par le code général des collectivités territoriales.

### Liste des maires
| Période                                  | Période                         | Identité                     | Étiquette | Qualité                                                   |
| ---------------------------------------- | ------------------------------- | ---------------------------- | --------- | --------------------------------------------------------- |
| Les données manquantes sont à compléter. |                                 |                              |           |                                                           |
|                                          |                                 |                              |           |                                                           |
|                                          | mars 2001                       | Lionel Petitpas              |           |                                                           |
| mars 2001                                | juillet 2007                    | Jean-Claude Leclerc          |           |                                                           |
| juillet 2007                             | mars 2008                       | Hubert Jeanne                |           | Agent de maîtrise France Telecom                          |
| mars 2008                                | mars 2014                       | Marie-France Gonçalves Roque |           | Infirmière retraitée                                      |
| avril 2014                               | En cours (au 25 septembre 2024) | Bruno Russeil                | SE        | Cadre commercial retraité Réélu pour le mandat 2014-2020, |

## Population et société

### Démographie
L'évolution du nombre d'habitants est connue à travers les recensements de la population effectués dans la commune depuis 1793. Pour les communes de moins de 10 000 habitants, une enquête de recensement portant sur toute la population est réalisée tous les cinq ans, les populations de référence des années intermédiaires étant quant à elles estimées par interpolation ou extrapolation. Pour la commune, le premier recensement exhaustif entrant dans le cadre du nouveau dispositif a été réalisé en 2007.

En 2022, la commune comptait 292 habitants, en évolution de −2,34 % par rapport à 2016 (Calvados : +1,58 %, France hors Mayotte : +2,11 %).
| 1793 | 1800 | 1806 | 1821 | 1831 | 1836 | 1841 | 1846 | 1851 |
| ---- | ---- | ---- | ---- | ---- | ---- | ---- | ---- | ---- |
| 360  | 310  | 376  | 255  | 332  | 353  | 353  | 361  | 386  |

| 1856 | 1861 | 1866 | 1872 | 1876 | 1881 | 1886 | 1891 | 1896 |
| ---- | ---- | ---- | ---- | ---- | ---- | ---- | ---- | ---- |
| 387  | 353  | 340  | 305  | 296  | 299  | 305  | 266  | 253  |

| 1901 | 1906 | 1911 | 1921 | 1926 | 1931 | 1936 | 1946 | 1954 |
| ---- | ---- | ---- | ---- | ---- | ---- | ---- | ---- | ---- |
| 248  | 223  | 230  | 226  | 184  | 177  | 173  | 206  | 228  |

| 1962 | 1968 | 1975 | 1982 | 1990 | 1999 | 2006 | 2007 | 2012 |
| ---- | ---- | ---- | ---- | ---- | ---- | ---- | ---- | ---- |
| 242  | 258  | 260  | 278  | 303  | 339  | 345  | 346  | 321  |

| 2017 | 2022 | - | - | - | - | - | - | - |
| ---- | ---- | - | - | - | - | - | - | - |
| 291  | 292  | - | - | - | - | - | - | - |

## Culture locale et patrimoine

### Lieux et monuments
- Château d'Esquay-sur-Seulles  Inscrit MH (1927)[27] du XVIIe siècle, ancienne demeure de la famille d'Esquay, passée à celle de Pierrepont vers 1529.
- Église paroissiale saint Pantaléon du XIIIe siècle et placée, avant la Révolution française, sous le patronage d'un chanoine de Bayeux[28].
- Presbytère, construit au XVIIIe siècle et remanié au XIXe siècle[29].
- Mairie-école, aménagée dans une maison du XVIIIe siècle remaniée et surélevée au XIXe siècle, aménagée en équipement public sous l'autorité de l'architecte J. Chaume en 1912[30].
- Maisons et fermes anciennes, des XVIIe au XIXe siècle[31].
- Moulin à farine sur la Seulles, au lieu-dit Le Château, dont les parties les plus anciennes sont datables du XVIIe siècle[32]
- Ferme-théâtre de Varembert.

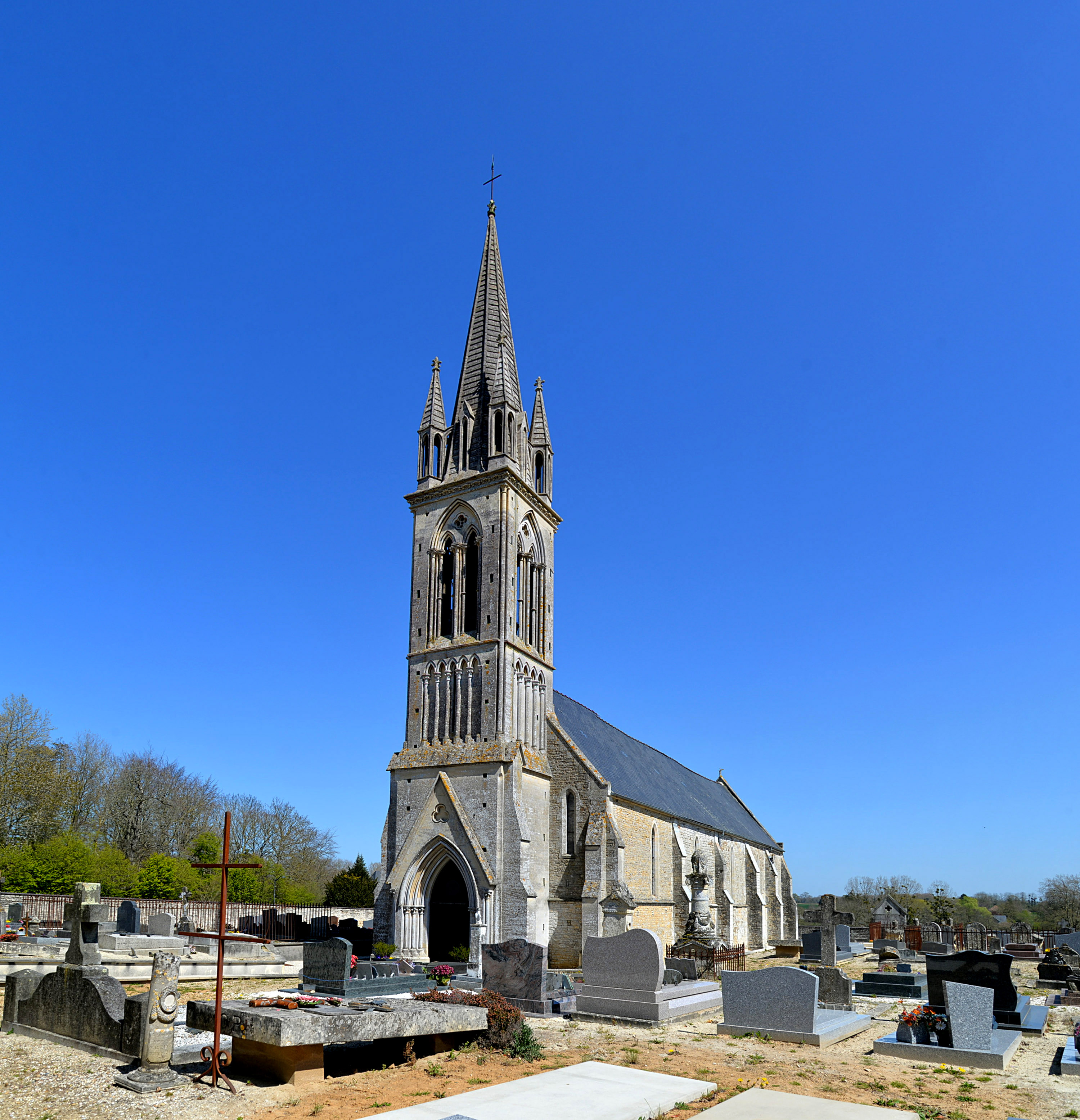
L'église Saint-Pantaléon.
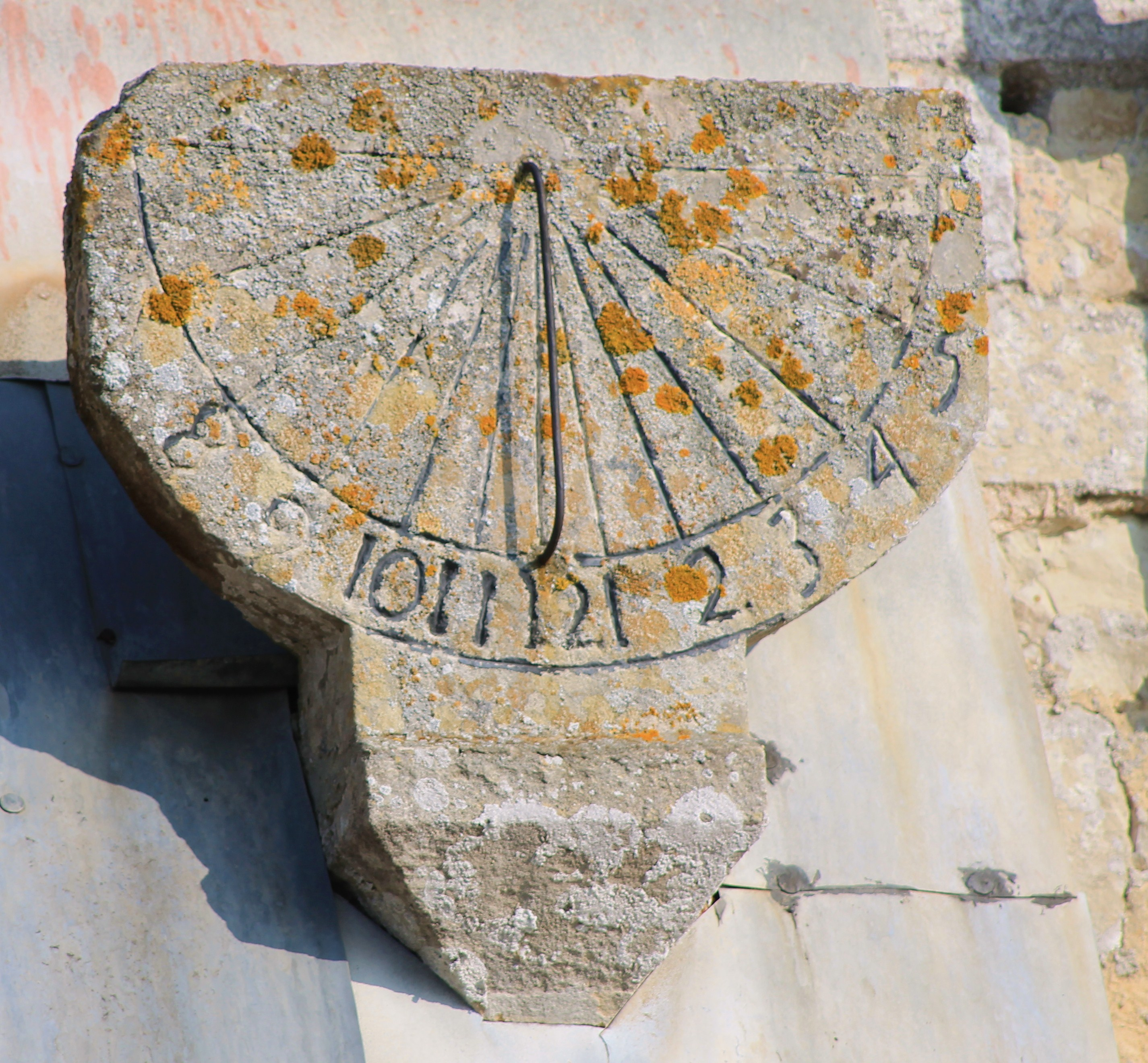
Cadran solaire sur l'église.
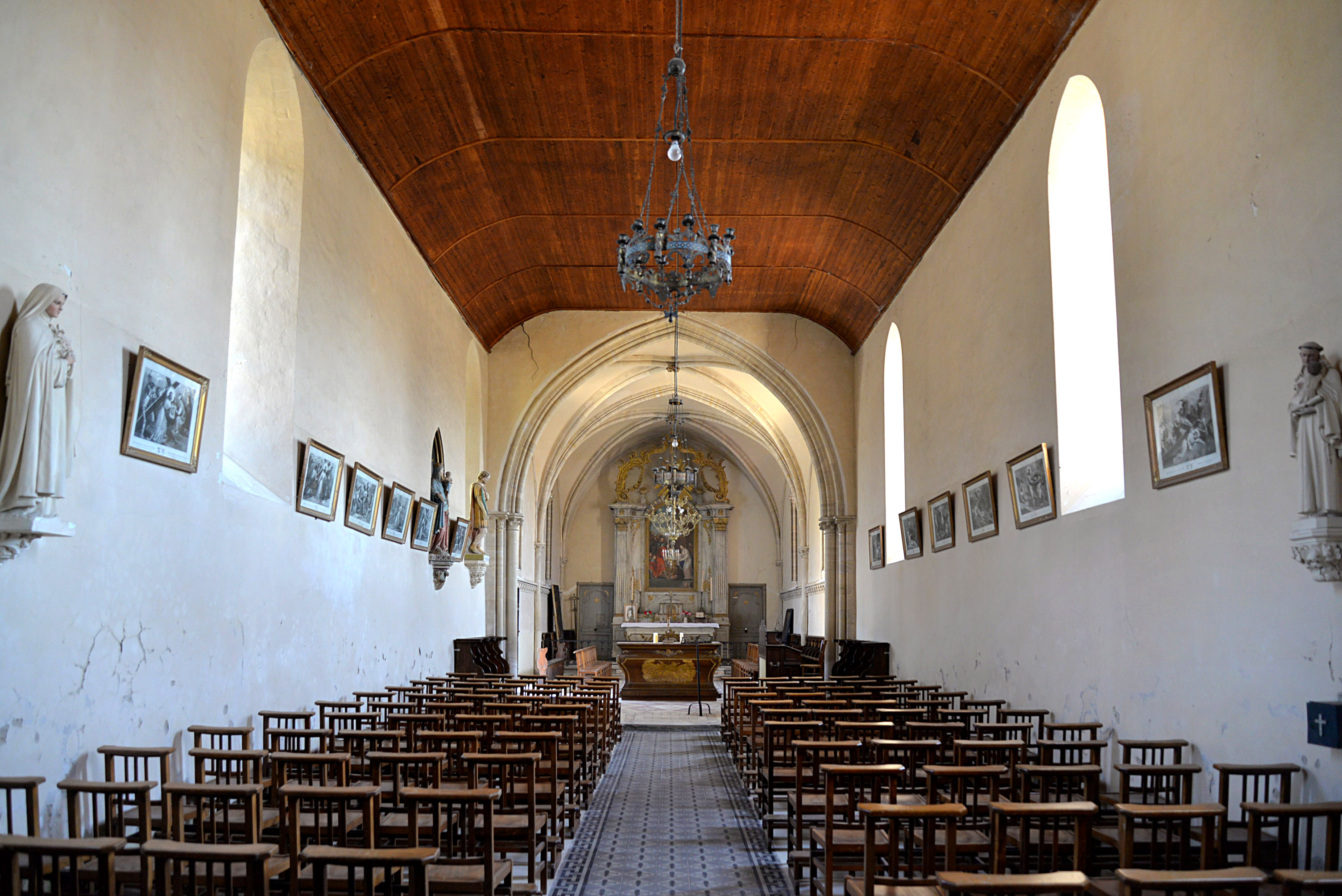
La nef de l'église.
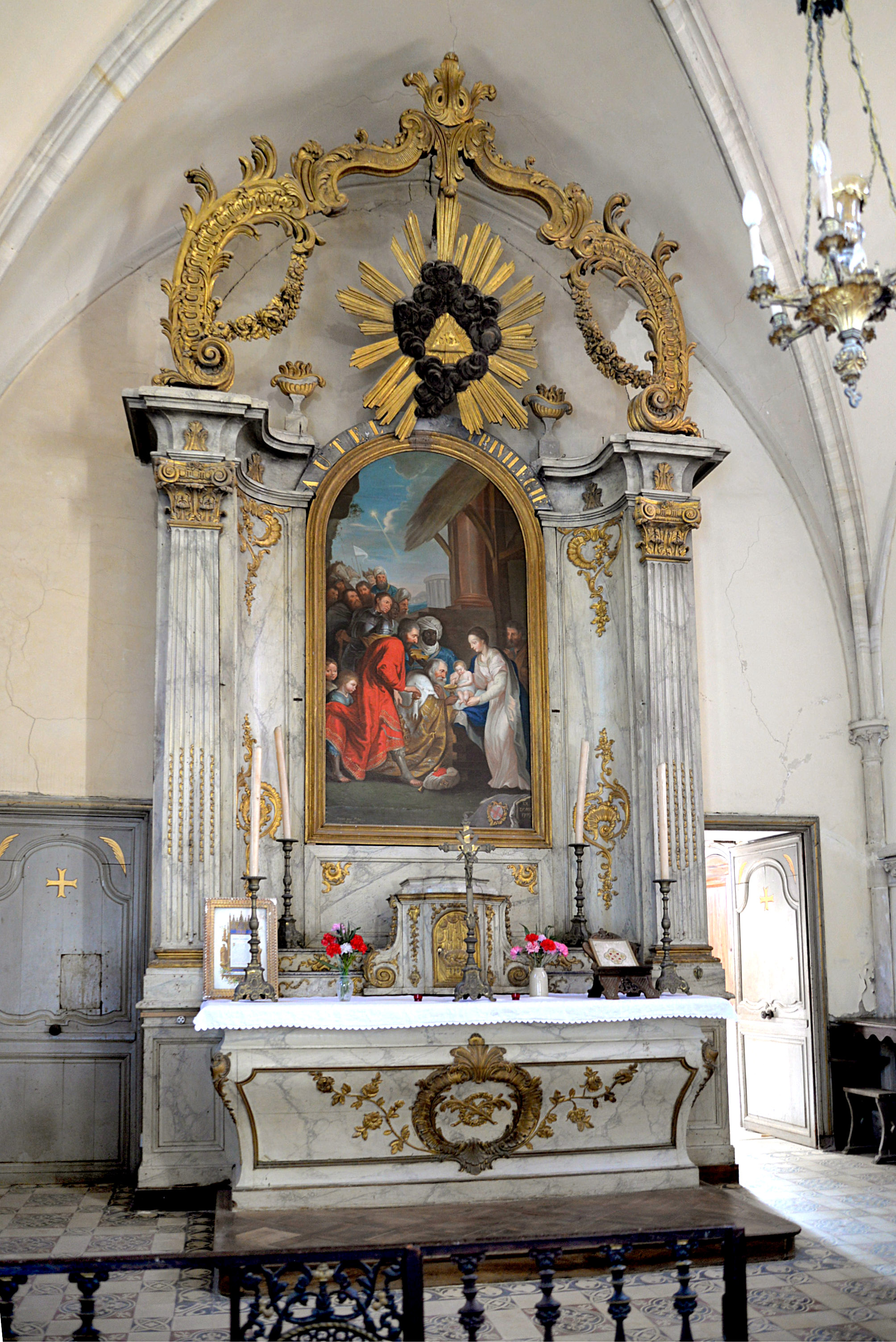
La maitre-retable de l'église.
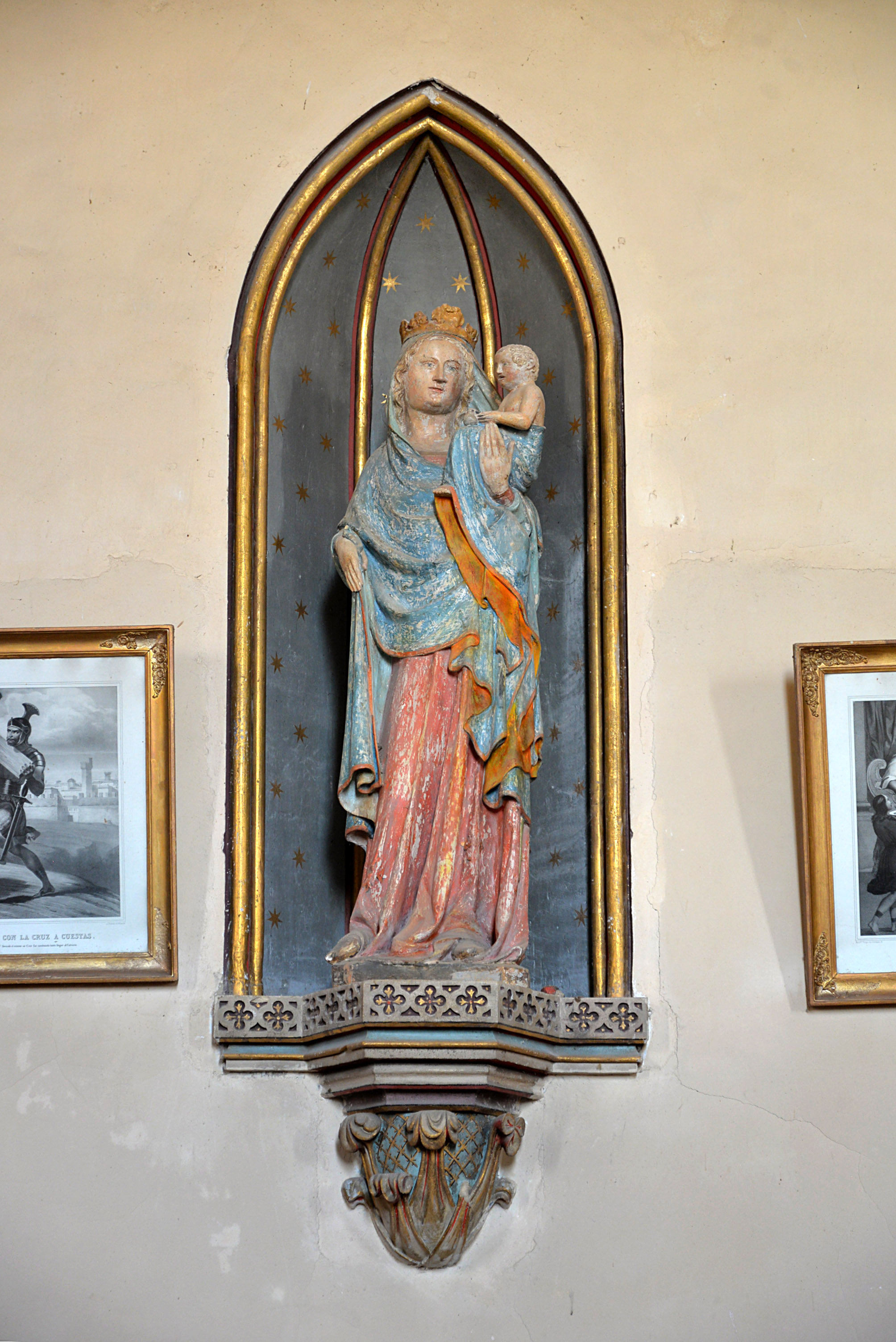
Vierge à l'enfant (XIVè) dans l'église.
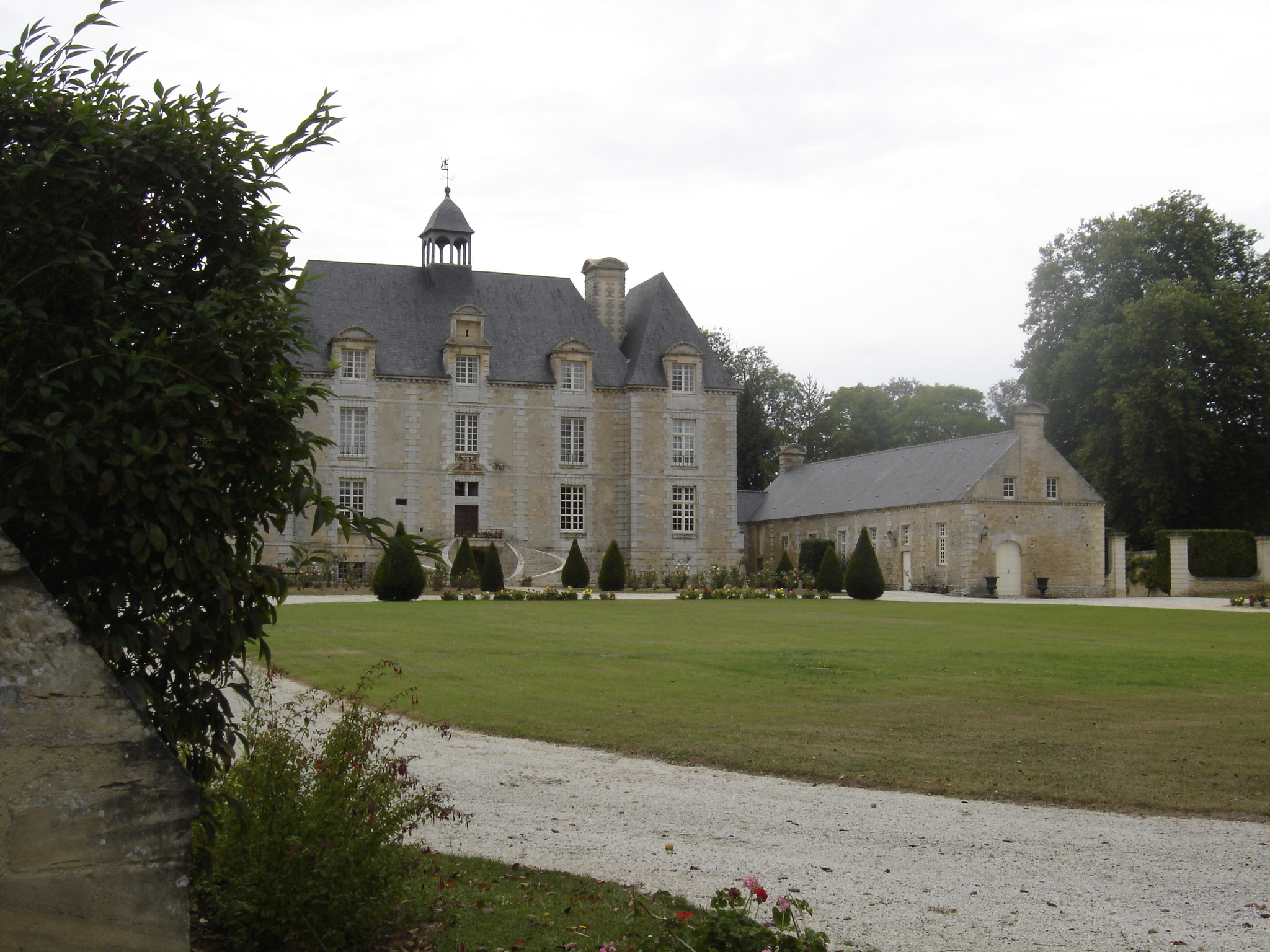
Le château.
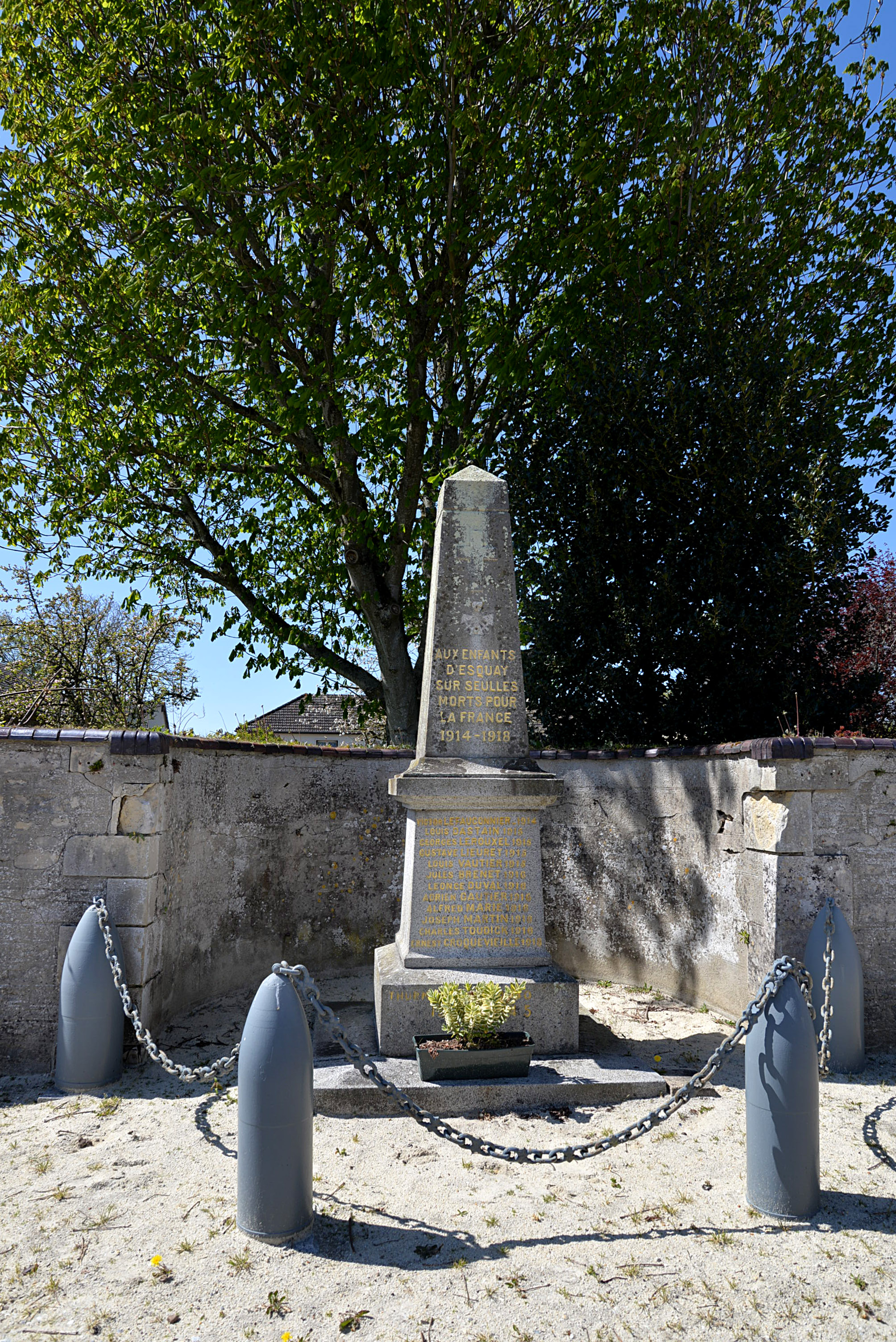
Le monument aux morts.

### Héraldique
| Blason de Esquay-sur-Seulles | Blason  | Divisé en chevron : au 1er de gueules à deux léopards d'or armés et lampassés d'azur posés en fasce et affrontés, au 2e d'or à trois feuilles de frêne de sinople réunies en pointe, à l'étai de sable brochant sur la partition. |
| Blason de Esquay-sur-Seulles | Détails | Les deux léopards d'or sur champ de gueules rappellent les armes de la Normandie. Création Denis Joulain. Adopté le 10 juillet 2014.                                                                                              |

## Pour approfondir